# Billy Unger
William Brent "Billy" Unger (15 de outubro de 1995) é um ator, músico e artista marcial norte-americano.

## Carreira
William Brent Unger(Billy Unger) ficou conhecido pela participações em National Treasure: Book of Secrets (2007), Opposite Day (2009), You Again (2010). Ele também apareceu no vídeo game Uncharted 3: Drake's Deception (2011) interpretando a versão mais nova do protagonista Nathan Drake, e em Lab Rats (2012–2016) e também no spin-off "Lab Rats: Elite Force" onde em ambos interpretava Chase Davenport.

## Filmografia
2013 
 O medalhão perdido 

| Ano     | Título                          | Papel                   | Notas                                               |
| ------- | ------------------------------- | ----------------------- | --------------------------------------------------- |
| 2010    | Sonny with a Chance             | Wesley                  | Participação                                        |
| 2012-16 | Lab Rats/Lab Rats:Bionic Island | Chase Davenport / Spike | Elenco principal                                    |
| 2012    | Kickin' It                      | Brody                   | Participação                                        |
| 2015    | Mighty Med                      | Chase Davenport         | "Lab Rats vs Mighty Med"(Temporada 4, episódio 18)  |
| 2016    | Lab Rats: Elite Force           | Chase Davenport         | Elenco principal; Spin-off de Lab Rats e Mighty Med |

## Prêmios e indicações
| Ano  | Premiação           | Categoria                                                            | Trabalho                       | Resultado |
| ---- | ------------------- | -------------------------------------------------------------------- | ------------------------------ | --------- |
| 2009 | Young Artist Awards | "Best Performance in a DVD Film"                                     | Robby North em Cop Dog         | Venceu    |
| 2009 | Young Artist Awards | "Best Performance in a TV Series - Guest Starring Young Actor"       | Teddy Carmichael em Medium     | Indicado  |
| 2010 | Young Artist Awards | "Guest Starring Young Actor 13 and Under"                            | Conor Stephens em Mental       | Venceu    |
| 2011 | Young Artist Awards | "Best Performance Feature Film - Supporting Young Actor"             | Ben em You Again               | Venceu    |
| 2011 | Young Artist Awards | "Best Performance in a TV Series - Guest Starring Young Actor 14-17" | Pete Murphy em Ghost Whisperer | Indicado  |
| 2012 | Young Artist Awards | "Best Performance in a DVD Film - Young Ensemble Cast"               | Zack Taylor em Monster Mutt    | Indicado  |